# 甲基毒死蜱
甲基毒死蜱（英語：Chlorpyrifos-methyl）是一种有机磷杀虫剂，带有一个硫代磷酸酯基团，结构上与乙基毒死蜱类似，但由两个甲基代替了磷酸酯上的两个乙基。标准状况下，甲基毒死蜱为无色晶体，带有硫醇气味，不溶于水，可溶于大部分有机溶剂。